# Gergely Kovács (Geistlicher)

Wappen von Gergely Kovács

Gergely Kovács (* 21. Juli 1968 in Târgu Secuiesc) ist ein rumänienungarischer Geistlicher und römisch-katholischer Erzbischof von Alba Iulia.

## Leben
Gergely Kovács studierte zunächst am katholisch-theologischen Institut in Alba Iulia und ab 1990 an der Päpstlichen Universität Gregoriana. In dieser Zeit war er Seminarist am Pontificium Collegium Germanicum et Hungaricum de Urbe. Am 3. Juli 1993 empfing er das Sakrament der Priesterweihe für das Erzbistum Alba Iulia. Nach weiteren Studien an der Päpstlichen Lateranuniversität im Fach Kanonisches Recht erwarb er 1994 das Lizenziat und 1996 den Doktortitel. Außerdem belegte er juristische Kurse an der Gregoriana.
Von 1996 bis 1997 war er als Kaplan in seinem Heimatbistum tätig. Anschließend ging er erneut nach Rom und war Mitarbeiter des Päpstlichen Rates für die Kultur.
Am 24. Dezember 2019 ernannte ihn Papst Franziskus zum Erzbischof von Alba Iulia. Der Präsident des Päpstlichen Rates für die Kultur, Gianfranco Kardinal Ravasi, spendete ihm am 22. Februar des folgenden Jahres die Bischofsweihe. Mitkonsekratoren waren sein Amtsvorgänger György Jakubinyi und der Apostolische Nuntius in Rumänien, Erzbischof Miguel Maury Buendía. Am 2. September 2020 bestellte ihn Franziskus zudem zum Apostolischen Administrator des Ordinariats für die armenischen Gläubigen in Rumänien. Die Amtseinführung als Apostolischer Administrator fand am 24. Januar 2021 statt.